# Кубок Аргентини з футболу 2024
Кубок Аргентини з футболу 2024 — 14-й розіграш кубкового футбольного турніру у Аргентині. Титул володаря кубка вперше здобув «Сентраль Кордова» (Сантьяго-дель-Естеро).

## Календар
| Раунд       | Дата                          | Матчі | Клуби   |
| ----------- | ----------------------------- | ----- | ------- |
| 1/32 фіналу | 26 січня – 13 березня 2024    | 32    | 64 → 32 |
| 1/16 фіналу | 2 травня – 19 червня 2024     | 16    | 32 → 16 |
| 1/8 фіналу  | 31 липня – 7 вересня 2024     | 8     | 16 → 8  |
| 1/4 фіналу  | 18 вересня – 23 жовтня 2024   | 4     | 8 → 4   |
| 1/2 фіналу  | 24 жовтня – 27 листопада 2024 | 2     | 4 → 2   |
| Фінал       | 11 грудня 2024                | 1     | 2 → 1   |

## 1/8 фіналу
| Команда 1                       | Рахунок      | Команда 2                     |
| ------------------------------- | ------------ | ----------------------------- |
| 31 липня 2024                   |              |                               |
| Вілла Мітре                     | 0:0 пен. 2:3 | Темперлей                     |
| 6 серпня 2024                   |              |                               |
| Сан-Лоренсо де Альмагро         | 1:3          | Велес Сарсфілд                |
| 14 серпня 2024                  |              |                               |
| Архентінос Хуніорс              | 1:1 пен. 4:5 | Уракан                        |
| 15 серпня 2024                  |              |                               |
| Тальєрес (Ремедіос-де-Ескалада) | 1:1 пен. 4:3 | Банфілд                       |
| 21 серпня 2024                  |              |                               |
| Сентраль Кордова                | 0:0 пен. 3:2 | Ньюеллс Олд Бойз              |
| 22 серпня 2024                  |              |                               |
| Барракас Сентраль               | 0:1          | Хімнасія і Есгріма (Ла-Плата) |
| 28 серпня 2024                  |              |                               |
| Годой-Крус                      | 0:3          | Індепендьєнте (Авельянеда)    |
| 7 вересня 2024                  |              |                               |
| Бока Хуніорс                    | 1:1 пен. 8:7 | Тальєрес (Кордова)            |

## 1/4 фіналу
| Команда 1                       | Рахунок      | Команда 2                     |
| ------------------------------- | ------------ | ----------------------------- |
| 18 вересня 2024                 |              |                               |
| Сентраль Кордова                | 2:1          | Темперлей                     |
| 19 вересня 2024                 |              |                               |
| Тальєрес (Ремедіос-де-Ескалада) | 0:1          | Уракан                        |
| 27 вересня 2024                 |              |                               |
| Велес Сарсфілд                  | 1:0          | Індепендьєнте (Авельянеда)    |
| 23 жовтня 2024                  |              |                               |
| Бока Хуніорс                    | 1:1 пен. 2:1 | Хімнасія і Есгріма (Ла-Плата) |

## 1/2 фіналу
| Команда 1         | Рахунок | Команда 2        |
| ----------------- | ------- | ---------------- |
| 24 жовтня 2024    |         |                  |
| Уракан            | 1:2     | Сентраль Кордова |
| 27 листопада 2024 |         |                  |
| Бока Хуніорс      | 3:4     | Велес Сарсфілд   |

## Фінал
| Команда 1      | Рахунок | Команда 2        |
| -------------- | ------- | ---------------- |
| 11 грудня 2024 |         |                  |
| Велес Сарсфілд | 0:1     | Сентраль Кордова |